# Lavoslav Ružička
Lavoslav (Leopold) Ružička, född 13 september 1887 i Vukovár (i Kungariket Ungern,  Österrike-Ungern),sedermera Jugoslavien och nuvarande
Kroatien, död 26 september 1976 i Mammern i kantonen Thurgau, Schweiz, var en kroatisk kemist. 1939 tilldelades han tillsammans med Adolf Butenandt Nobelpriset i kemi för sin forskning kring polymetylener och högre terpener inklusive den första kemiska syntesen av manliga könshormoner. Han förhindrades dock att då motta priset, men emottog det efter andra världskriget.

## Biografi
Ružička föddes i en familj av hantverkare och bönder av mestadels kroatiskt ursprung, men med en tjeckisk farförälder, Ružička, och mormor och farfar från Österrike. Han förlorade sin far, Stjepan, vid fyra års ålder, och hans mor, Amalija Sever, tog med honom och hans yngre bror Stjepan för att bo i Osijek.
Ružička gick på gymnasiet i Osijek. Han ändrade sin ursprungliga idé om att bli präst och bytte till att studera tekniska discipliner. Kemi var hans val, förmodligen för att han hoppades få en plats vid det nyöppnade sockerraffinaderiet som byggdes i Osijek.
På grund av de alltför stora svårigheterna i vardagen och det politiska livet började han studera vid High Technical School i Karlsruhe i Tyskland. Han var en framgångsrik student inom ett område han gillade, vilket var organisk kemi. Det var därför hans professor i fysikalisk kemi, Fritz Haber (nobelpristagare 1918), motsatte sig hans summa cum laude-examen. Under sina studier inrättade Ružička dock ett utmärkt samarbete med Hermann Staudinger (nobelpristagare 1953) och tog med hans handledning doktorsexamen 1910 och flyttade sedan till Zürich som Staudingers assistent.
Ružička gifte sig två gånger, med Anna Hausmann 1912 och 1951 med Gertrud Acklin. Från 1929 bodde han på Freudenbergstrasse 101 till de sista åren av sitt liv. Han dog i Mammern, en by vid Bodensjön vid 89 års ålder.

## Karriär och vetenskapligt arbete
Ružičkas första arbete har sitt ursprung inom kemi av naturliga föreningar. Han stannade inom detta forskningsområde hela sitt liv. Han undersökte ingredienserna i det dalmatiska insektsmedlet Pyrethrum (från örten Tanacetum cinerariifolium), en högt uppskattad insekticid som finns i pyretriner, som var i fokus för hans arbete med Staudinger. Ružička sa senare om den här tiden: "Mot slutet av fem och ett halvt års huvudsakligen syntetiskt arbete på pyretrinerna hade jag kommit till den bestämda slutsatsen att vi arbetade med fel träd." På detta sätt kom han i kontakt med Terpineolens kemi, en eterisk olja av vegetabiliskt ursprung, intressant för parfymindustrin. Han och Staudinger skiljdes när han inledde samarbetet med Chuit & Naef Company (senare känt som Firmenich) i Genève.
Åren 1916–1917 fick han stöd av den äldsta parfymtillverkaren i världen Haarman & Reimer, från Holzminden, Tyskland. Han blev schweizisk medborgare 1917 och publicerade 1918 sin habilitering. Tillsammans med Fornasir isolerade han linalool 1919.
Med expertis inom terpenområdet blev Ružička universitetslektor 1918 och 1923 hedersprofessor vid ETH (Eidgenössische Technische Hochschule) och universitetet i Zürich. Här, med en grupp av sina doktorander, fastställde han strukturen hos föreningarna muskon och civeton, makrocykliska ketondofter härrörande från myskhjorten (Moschus moschiferus) och civetkatten (Viverra civetta). Dessa var de första naturliga produkterna som visade sig ha ringar med mer än sex atomer, och därav drog Ružička slutsatsen att civeton hade en ring med 17 atomer.
Efter några års arbete vid Chuit & Naef i Genève, tog han 1927 över professuren i organisk kemi vid universitetet i Utrecht i Nederländerna. I Nederländerna stannade han i tre år och återvände sedan till Schweiz. Ružička var först med att syntetisera mysk i industriell skala. Firmenech döpte denna produkt till Exaltone. Andra schweiziska tillverkare och DuPont konkurrerade med dem.
År 1934 syntetiserade Ružička det manliga hormonet androsteron och bevisade också "dess konstitutionella och konfigurationsmässiga förhållande till sterolerna." Detta följdes 1935 av partiell syntes av det mycket mer aktiva manliga hormonet testosteron. Båda upptäckterna ledde till den schweiziska industrins överlägsenhet inom steroidhormonområdet. I Zürich, vid ETH, blev han professor i organisk kemi och inledde den mest lysande perioden i sin yrkeskarriär. Han utvidgade området för sin forskning och lade till kemin hos högre terpener och steroider. Efter den framgångsrika syntesen 1935 av könshormoner (androsteron och testosteron) blev hans laboratorium världens centrum för organisk kemi. Han tilldelades 1936 en hedersexamen vid Harvard University.
År 1940 blev han utländsk ledamot av Royal Netherlands Academy of Arts and Sciences, År 1942 valdes han till utländsk ledamot av Royal Society, och 1944 blev han internationell ledamot av U.S. National Academy of Sciences.

## Utmärkelser och hedersbetygelser
- Marcel Benoist-priset,  1938
- Nobelpriset i kemi, med  Adolf Butenandt,  1939[9][10][11]
- Utländsk ledamot av Royal Society,  18 juni 1942[12]
- Hedersdoktor vid Sorbonne,  1945[13]
- Hedersdoktor vid Universitetet i Bordeaux,  1947[14]
- Faraday Lectureship Prize,  1958[15]
- Hedersdoktor vid Universitetet i Zagreb

[Redigera Wikidata]